# Kronenbrauerei Offenburg
Die Kronenbrauerei Offenburg (handelsrechtlich seit 2014 Brauwerk Baden GmbH) ist eine Brauerei aus Offenburg (Baden-Württemberg). Es werden rund 100.000 Hektoliter Bier und 10.000 Hektoliter alkoholfreie Getränke selbst hergestellt und insgesamt 200.000 Hektoliter Getränke – im Wesentlichen zwischen Karlsruhe und Freiburg – vertrieben. Die Biersorten des Kronen-Brauhauses sind Kronen Premium exquisit, Kronen Pilsner, Kronen Export, Kronen Wintertraum (Malzbier) sowie Wagner Pilsener, Wagner Privat, Wagner Hefeweizen, Wagner Dunkle Weisse, Wagner Kristallweizen und Wagner Edel-Weizen (Flaschengärung). 
Besonderer Schwerpunkt des Absatzes ist die Gastronomie. Zum Unternehmen gehören 65 eigene Gaststätten.

## Geschichte
Die Gründung des Unternehmens erfolgte 1847 durch Theodor Braun in Oberkirch. Nach mehreren Zusammenschlüssen entstand 1928 in Offenburg die Kronenbrauerei, die seitdem im Besitz der Familie Gille/Nitze/Stetter ist.
1979 wurde die Kronenbrauerei Hornberg aufgenommen, 1993 die Wagner-Brauerei Offenburg sowie das Getränke-Logistik-Center Kempf.
Das Kronen-Brauhaus gehört der 2006 gegründeten Initiative Die Freien Brauer an, einem Zusammenschluss unabhängiger Privatbrauereien in Europa.
2017 bezog das Unternehmen die neu errichtete Brauerei auf dem Gelände des ehemaligen Ausbesserungswerk Offenburg.